# Scream (Usher)
Scream is een nummer van de Amerikaanse r&b-zanger Usher. Het is de tweede single van zijn zevende studioalbum Looking 4 myself. Het nummer werd geproduceerd door Max Martin en Shellback, dezelfde personen die ook DJ got us fallin' in love hebben geproduceerd.

## Tracklist

### Cd-single
1. Scream
2. Climax (Mike D remix)

## Hitnoteringen

### Nederlandse Top 40
| Hitnotering: 02-06-2012 t/m 01-09-2012 | Hitnotering: 02-06-2012 t/m 01-09-2012 | Hitnotering: 02-06-2012 t/m 01-09-2012 | Hitnotering: 02-06-2012 t/m 01-09-2012 | Hitnotering: 02-06-2012 t/m 01-09-2012 | Hitnotering: 02-06-2012 t/m 01-09-2012 | Hitnotering: 02-06-2012 t/m 01-09-2012 | Hitnotering: 02-06-2012 t/m 01-09-2012 | Hitnotering: 02-06-2012 t/m 01-09-2012 | Hitnotering: 02-06-2012 t/m 01-09-2012 | Hitnotering: 02-06-2012 t/m 01-09-2012 | Hitnotering: 02-06-2012 t/m 01-09-2012 | Hitnotering: 02-06-2012 t/m 01-09-2012 | Hitnotering: 02-06-2012 t/m 01-09-2012 | Hitnotering: 02-06-2012 t/m 01-09-2012 | Hitnotering: 02-06-2012 t/m 01-09-2012 |
| Week:                                  | 1                                      | 2                                      | 3                                      | 4                                      | 5                                      | 6                                      | 7                                      | 8                                      | 9                                      | 10                                     | 11                                     | 12                                     | 13                                     | 14                                     |                                        |
| -------------------------------------- | -------------------------------------- | -------------------------------------- | -------------------------------------- | -------------------------------------- | -------------------------------------- | -------------------------------------- | -------------------------------------- | -------------------------------------- | -------------------------------------- | -------------------------------------- | -------------------------------------- | -------------------------------------- | -------------------------------------- | -------------------------------------- | -------------------------------------- |
| Positie:                               | 29                                     | 28                                     | 28                                     | 25                                     | 22                                     | 22                                     | 24                                     | 23                                     | 18                                     | 23                                     | 29                                     | 32                                     | 34                                     | 38                                     | uit                                    |

### NederlandseSingle Top 100
| Hitnotering: 16-06-2012 t/m 06-10-2012 | Hitnotering: 16-06-2012 t/m 06-10-2012 | Hitnotering: 16-06-2012 t/m 06-10-2012 | Hitnotering: 16-06-2012 t/m 06-10-2012 | Hitnotering: 16-06-2012 t/m 06-10-2012 | Hitnotering: 16-06-2012 t/m 06-10-2012 | Hitnotering: 16-06-2012 t/m 06-10-2012 | Hitnotering: 16-06-2012 t/m 06-10-2012 | Hitnotering: 16-06-2012 t/m 06-10-2012 | Hitnotering: 16-06-2012 t/m 06-10-2012 | Hitnotering: 16-06-2012 t/m 06-10-2012 | Hitnotering: 16-06-2012 t/m 06-10-2012 | Hitnotering: 16-06-2012 t/m 06-10-2012 | Hitnotering: 16-06-2012 t/m 06-10-2012 | Hitnotering: 16-06-2012 t/m 06-10-2012 | Hitnotering: 16-06-2012 t/m 06-10-2012 | Hitnotering: 16-06-2012 t/m 06-10-2012 | Hitnotering: 16-06-2012 t/m 06-10-2012 | Hitnotering: 16-06-2012 t/m 06-10-2012 |
| Week:                                  | 1                                      | 2                                      | 3                                      | 4                                      | 5                                      | 6                                      | 7                                      | 8                                      | 9                                      | 10                                     | 11                                     | 12                                     | 13                                     | 14                                     | 15                                     | 16                                     | 17                                     |                                        |
| -------------------------------------- | -------------------------------------- | -------------------------------------- | -------------------------------------- | -------------------------------------- | -------------------------------------- | -------------------------------------- | -------------------------------------- | -------------------------------------- | -------------------------------------- | -------------------------------------- | -------------------------------------- | -------------------------------------- | -------------------------------------- | -------------------------------------- | -------------------------------------- | -------------------------------------- | -------------------------------------- | -------------------------------------- |
| Positie:                               | 43                                     | 30                                     | 28                                     | 33                                     | 42                                     | 34                                     | 41                                     | 46                                     | 54                                     | 54                                     | 52                                     | 58                                     | 51                                     | 67                                     | 72                                     | 70                                     | 91                                     | uit                                    |

### VlaamseUltratop 50
| Hitnotering: 26-05-2012 t/m 08-09-2012 | Hitnotering: 26-05-2012 t/m 08-09-2012 | Hitnotering: 26-05-2012 t/m 08-09-2012 | Hitnotering: 26-05-2012 t/m 08-09-2012 | Hitnotering: 26-05-2012 t/m 08-09-2012 | Hitnotering: 26-05-2012 t/m 08-09-2012 | Hitnotering: 26-05-2012 t/m 08-09-2012 | Hitnotering: 26-05-2012 t/m 08-09-2012 | Hitnotering: 26-05-2012 t/m 08-09-2012 | Hitnotering: 26-05-2012 t/m 08-09-2012 | Hitnotering: 26-05-2012 t/m 08-09-2012 | Hitnotering: 26-05-2012 t/m 08-09-2012 | Hitnotering: 26-05-2012 t/m 08-09-2012 | Hitnotering: 26-05-2012 t/m 08-09-2012 | Hitnotering: 26-05-2012 t/m 08-09-2012 | Hitnotering: 26-05-2012 t/m 08-09-2012 | Hitnotering: 26-05-2012 t/m 08-09-2012 | Hitnotering: 26-05-2012 t/m 08-09-2012 |
| Week:                                  | 1                                      | 2                                      | 3                                      | 4                                      | 5                                      | 6                                      | 7                                      | 8                                      | 9                                      | 10                                     | 11                                     | 12                                     | 13                                     | 14                                     | 15                                     | 16                                     |                                        |
| -------------------------------------- | -------------------------------------- | -------------------------------------- | -------------------------------------- | -------------------------------------- | -------------------------------------- | -------------------------------------- | -------------------------------------- | -------------------------------------- | -------------------------------------- | -------------------------------------- | -------------------------------------- | -------------------------------------- | -------------------------------------- | -------------------------------------- | -------------------------------------- | -------------------------------------- | -------------------------------------- |
| Positie:                               | 41                                     | 31                                     | 31                                     | 24                                     | 24                                     | 23                                     | 26                                     | 31                                     | 26                                     | 22                                     | 37                                     | 37                                     | 34                                     | 42                                     | 41                                     | 37                                     | uit                                    |